# NGC 4757
NGC 4757 (również PGC 43715) – galaktyka soczewkowata (S0), znajdująca się w gwiazdozbiorze Panny. Odkrył ją Wilhelm Tempel w 1882 roku.